# Miguel Ángel Chastang
Miguel Ángel Chastang (Madrid, 22 de junio de 1952 - Madrid, 12 de enero de 2022) fue un contrabajista de jazz español.

## Biografía
Se graduó en Jazz y Música Moderna en la ESMUC de Barcelona.
En 1983 fue el ganador de las Jornadas de Jazz de San Isidro, lo que le permitió grabar su primer disco como líder, Viriato Blue, con el Miguel Ángel Chastang Quintet. En 1984, graba el segundo, Magic Night, entonces como Miguel Ángel Chastang Sextet, junto a Jorge Sylvester.
En 1985 actuó en el Festival Internacional de Nancy en representación española.[cita requerida]
En 1986 le es concedida la beca del "Comité Conjunto Hispano-Norteamericano para la Cooperación Cultural y Educativa" de dos años de duración para estudiar en Nueva York con el contrabajista Ron Carter. Se instaló en Harlem y trabajó con artistas como Eddie Henderson y Larry Willis.
Tras su regreso a España continuó su carrera como músico de jazz, bien en las formaciones de otros músicos, como Jorge Pardo y Pedro Iturralde, bien dirigiendo las suyas propias. En 2002 fundó Tribute to Elvin Jones con su compañero de Nueva York, Larry Willis, y en 2005 inició un nuevo proyecto, Miguel Ángel Chastang: Four Generations, junto a Al Foster.
En 2008 comenzó un nuevo proyecto junto a músicos de Harlem, unas grabaciones que llevaría posteriormente al directo en varias giras por España y con diferentes formaciones. From Harlem to Madrid es una colección de cinco CD subvencionados por la Comunidad de Madrid y cuyas grabaciones se realizaron entre 2009 y 2014. Son colaboraciones entres músicos españoles y de Harlem realizadas en Madrid. En este proyecto participaron Eddie Henderson, Larry Willis y Frank Lazy entre otros.
Falleció en Madrid, el 12 de enero de 2022.